# 鹿苑寺 (美濃市)
鹿苑寺（ろくおんじ）は岐阜県美濃市立花にある臨済宗妙心寺派の寺院。山号は廬山。美濃三十三観音2番札所である。

## 歴史
天台宗の僧侶、覚阿上人により廬山大悲院として開かれる。山号は覚阿上人が入宋した際に訪れた廬山霊隠寺に因んでいる。
郡上街道の地蔵坂峠に建つ地蔵堂は、堂に掲げられていた板額に応長元年（1311年）の建立とある。現存する地蔵堂は室町時代の建立で、その形状から通称六角堂と呼ばれ、美濃市最古の建築物である。中世の貴重な建造物として国の重要文化財に指定されている。堂内に安置されている地蔵菩薩像は室町時代作で、岐阜県指定文化財である。
その後寺運が衰え荒廃していたが、美濃市清泰寺6世密巌和尚が貞享2年（1685年）に再興し、寛保2年（1742年）寺号を鹿苑寺と改めた。
大正5年(1916年)、山上にあった観音像が山腹の鹿苑寺に設けられた観音堂に移される。

## 文化財

### 重要文化財（国指定）
- 地蔵堂

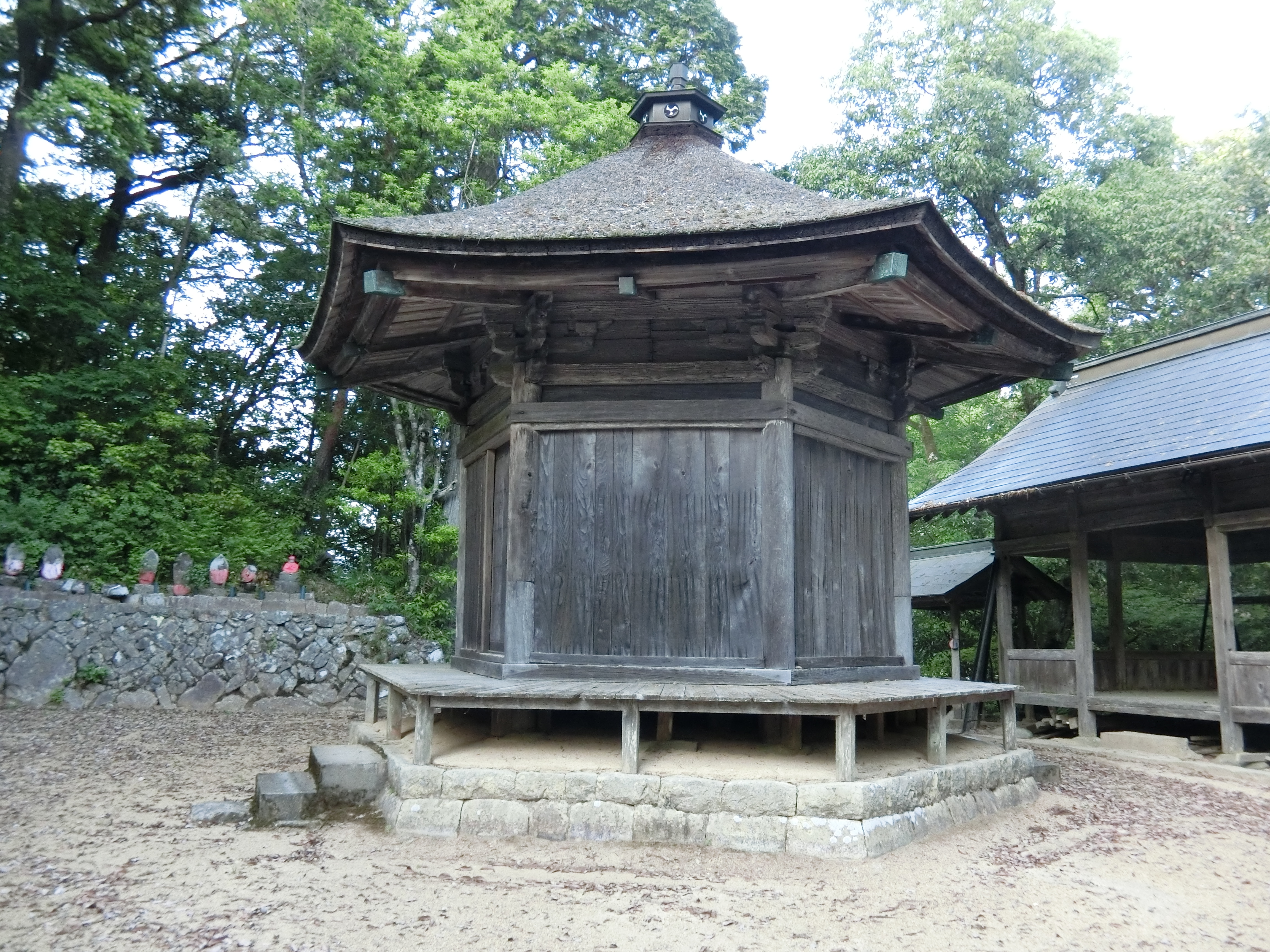
地蔵堂

　その形状から通称を六角堂と称する。地名を冠して立花六角堂とも。檜皮葺き、寄棟造で、応長元年(1311年)に飛騨匠、藤原宗康によって建てられた。納められている木造地蔵菩薩像は養老3年(719年)泰澄による造作と伝承されているが、厨子とともに前述の通り室町時代の造顕と考えられている。岐阜県重要文化財に指定されている円空作の天部像も収められていたが、平成28年(2016年)12月25日に盗難にあって失われた。

### その他
本尊聖観音菩薩は聖徳太子作と伝わるが、実際には鎌倉時代から室町時代にかけての造作とみられる岐阜県の重要文化財である。古来廬山観音として信仰の対象となっている。